# بن عودة بن زرجب
بن عودة بن زرجب طبيب ومناضل سياسي جزائري من مواليد يوم 9 جانفي سنة 1921 بمدينة تلمسان حيث ترعرع في أوساط شعبية بسيطة، درس بمتوسطة بن خلدون، ثم تحصل على شهادة البكالوريا سنة 1941، إلى جانب إحرازه على الجائزة الأولى الخاصة باللغة الألمانية.
نظرا لأفكاره الوطنية، تكون لديه حسا سياسي جعله ينخرط في صفوف حركة انتصار الحريات الديمقراطية، وبين أحضان هذا الحزب، بدأ عمله السياسي الذي واصله بعد ذلك في المهجر عندما توجه لمواصلة دراسته الجامعية في علوم الطب، حيث عين أميناً عاماً لخزينة جمعية الطلبة المسلمين الجزائريين، في سنة 1948 تحصل على شهادته في الطب، حيث ناقش موضوع سرطان الدم.

## نضاله وجهاده خلال الثورة
بعد تخرجه من الجامعة وحصوله على شهادة الطب عاد بن عودة بن زرجب إلى تلمسان مسقط رأسه ليتفرغ لمعالجة المرضى بمقر سكناه حيث كان يكتب الوصفات باللغة العربية.[بحاجة لمصدر]
استغل الدكتور بن زرجب مهنته كطبيب للقيام بالنشاط في صفوف الثورة في سرية تامة، حيث كان يستقبل المناضلين من السياسيين والمجاهدين والمسبلين وأفراد الاتصال في عيادته على أنهم مرضى ليقدم لهم
معلومات تارة وتعليمات تارة أخرى من الجهات المركزية كما كان يسارع في كثير من الأحيان إلى تقديم الإسعافات للمجاهدين في الجبال.[بحاجة لمصدر]
في إطار إستراتيجية جبهة التحرير الوطني المتمثلة في الدعم اللوجيستي، كان الشهيد بن عودة بن زرجب كبقية أطباء الثورة يكتبون وصفات للمناضلين وبها يشترون الأدوية من الصيدليات ولما يجمع المخزون ينقل إلى معاقل الثوار أين توجد المستشفيات العسكرية في الجبال.[بحاجة لمصدر]

## استشهاده
لإعطاء الثورة بعدا إعلاميا كبيرا، اقتنى الدكتور بن زرجب آلة رونيو لسحب ونشر الوثائق والمناشير الدعائية للثورة، لكن سرعان ما اكتشفت السلطات الاستعمارية أمره فألقت القبض عليه وزجت به في السجن قبل أن تعدمه يوم 16 يناير 1956 بدوار أولاد حليمة بالقرب من سبدو.
إثر ذلك شهدت مدينة تلمسان مظاهرات ومسيرات جاءت كرد فعل جماهيري على الممارسات الإجرامية للسلطات الاستعمارية الفرنسية.